# Långås, Mölndals kommun
Långås är en småort i Lindome socken i Mölndals kommun i Västra Götalands län.